# Club La Concepción
Club La Concepción ist ein ehemaliger mexikanischer Fußballverein aus dem gleichnamigen Stadtviertel (La Concepción) im Westen von Puebla, der Hauptstadt des gleichnamigen Bundesstaates.

## Geschichte
Der Verein wurde im zweiten Jahr des Bestehens einer landesweiten zweite Liga – zusammen mit dem ehemaligen Erstligisten und Pokalsieger der Jahre 1943 und 1947, Moctezuma de Orizaba, und dem CF La Piedad, dem in derselben Spielzeit der Durchmarsch in die höchste Spielklasse gelang – zur Saison 1951/52 in die Segunda División aufgenommen.
Die Mannschaft aus La Concepción erzielte mit dem vierten Platz (von zehn Mannschaften) ein durchaus erfreuliches Ergebnis. Von ihren insgesamt 18 Begegnungen gewann sie 8, verlor 6 und trennte sich viermal unentschieden. Entscheidenden Anteil an diesem Erfolg (und dem überaus positiven Torverhältnis von 36:22) hatte ihr Stürmer Ricardo Zárate, der mit 21 Treffern Torschützenkönig der Segunda División war.
Auch die zweite Saison 1952/53 schloss La Concepción mit einer positiven Bilanz ab (9 Siegen standen 8 Niederlagen gegenüber, 5 Spiele endeten unentschieden, das Torverhältnis lautete 41:38). Wahrscheinlich waren es finanzielle Gründe, die den Verein dazu veranlassten, seine Mannschaft am Ende derselben Spielzeit aus dem Profifußball zurückzuziehen.
Erfolgsgarant für das positive Abschneiden der Mannschaft war in erster Linie ihre Heimstärke. So verlor sie nur 3 ihrer insgesamt 20 Heimspiele; jeweils gegen den späteren Meister und Aufsteiger, CF La Piedad (1:2, 1951/52) und Deportivo Toluca (3:4, 1952/53) sowie in der zweiten Spielzeit auch gegen den Vizemeister CD Veracruz (1:2).
Ihren größten Erfolg erzielte die Mannschaft in der Saison 1951/52 mit dem Gewinn der Copa Segunda División, des Pokalwettbewerbs der Zweitligisten.